# Bruggmannia pisonifolia
Bruggmannia pisonifolia är en tvåvingeart som först beskrevs av Ephraim Porter Felt 1912.  Bruggmannia pisonifolia ingår i släktet Bruggmannia och familjen gallmyggor. Inga underarter finns listade i Catalogue of Life.